# Alcathousites senticosus
Alcathousites senticosus là một loài bọ cánh cứng trong họ Cerambycidae.